# Cristina Cifuentes
Pour les articles homonymes, voir Cifuentes.
Cristina Cifuentes Cuencas, née le 1er juillet 1964 à Madrid, est une femme politique espagnole, membre du Parti populaire (PP).
Fonctionnaire de l'université complutense de Madrid, elle est élue députée à l'Assemblée de Madrid, en 1991, à l'âge de 26 ans. Après s'être présentée sans succès aux élections européennes de 1994, elle devient secrétaire de l'Assemblée en 1999, puis vice-présidente en 2005.
Au mois de janvier 2012, le nouveau gouvernement espagnol de Mariano Rajoy la nomme déléguée du gouvernement dans la communauté de Madrid. Elle démissionne de ce poste après trois ans, pour se présenter aux élections à l'Assemblée de Madrid de mai 2015 comme cheffe de file du PP.
À l'issue de ce scrutin, le Parti populaire perd la majorité absolue dont il disposait depuis 1995. Elle négocie alors le ralliement du parti libéral Ciudadanos, puis est élue présidente de la communauté de Madrid à la fin du mois de juin suivant. Nommée par Rajoy présidente par intérim du PP régional en février 2016, elle est élue à ce poste en mars 2017.
Au printemps 2018, elle démissionne de la présidence de la communauté autonome, de la présidence de la fédération régionale de son parti et de son mandat de députée, après la révélation d'irrégularités dans l'obtention d'un master en droit public et la diffusion d'une vidéo d'un vol supposé dans un hypermarché.

## Vie privée
Née le 1er juillet 1964 à Madrid, Cristina Cifuentes Cuencas est la septième des huit enfants de José Luis Cifuentes, général d'artillerie de La Corogne, et de Fuencisla Cuencas, femme au foyer d'Orense. Elle est mariée avec l'architecte Francisco Javier Aguilar Viyuela et est mère de deux enfants.

## Formation et débuts en politique
En 1980, alors âgée de 16 ans, Cristina Cifuentes s'engage en politique et rejoint les Nouvelles générations de l'Alliance populaire (NNGG). Elle s'inscrit ensuite à l'université complutense de Madrid (UCM), où elle obtient licence en droit.
Plus tard, elle suivra d'autres formations académiques. La première, en 1999-2000, est un « cours supérieur en administration publique » de l'Institut de recherche universitaire Ortega y Gasset de l'UCM, qu'elle avait initialement présenté comme un « master en administration publique et direction des entreprises ».
La seconde formation, suivie en 2011-2012, est un master en droit autonomique à l'université Roi Juan Carlos (URJC). Elle est poursuivie pour « faux et usage de faux » concernant l'obtention ce diplôme mais elle est relaxée en février 2021 par l'audience provinciale de Madrid.
À la suite de ses études, elle passe avec succès le concours interne permettant d'accéder au corps des techniciens de gestion de l'université.

## Débuts en politique
Dans la perspective des élections autonomiques du 26 mai 1991 dans la communauté de Madrid, Cristina Cifuentes est investie en 46e position sur la liste du Parti populaire (PP), conduite par Alberto Ruiz-Gallardón. La liste obtenant 47 sièges, elle est élue députée à l'Assemblée de Madrid à 26 ans et siège dans l'opposition.
Elle se présente ensuite aux élections européennes du 12 juin 1994 à la 60e place de la liste du PP, emmenée par Abel Matutes. Cette liste obtenant 28 sièges, elle n'est pas élue au Parlement européen.

## Ascension

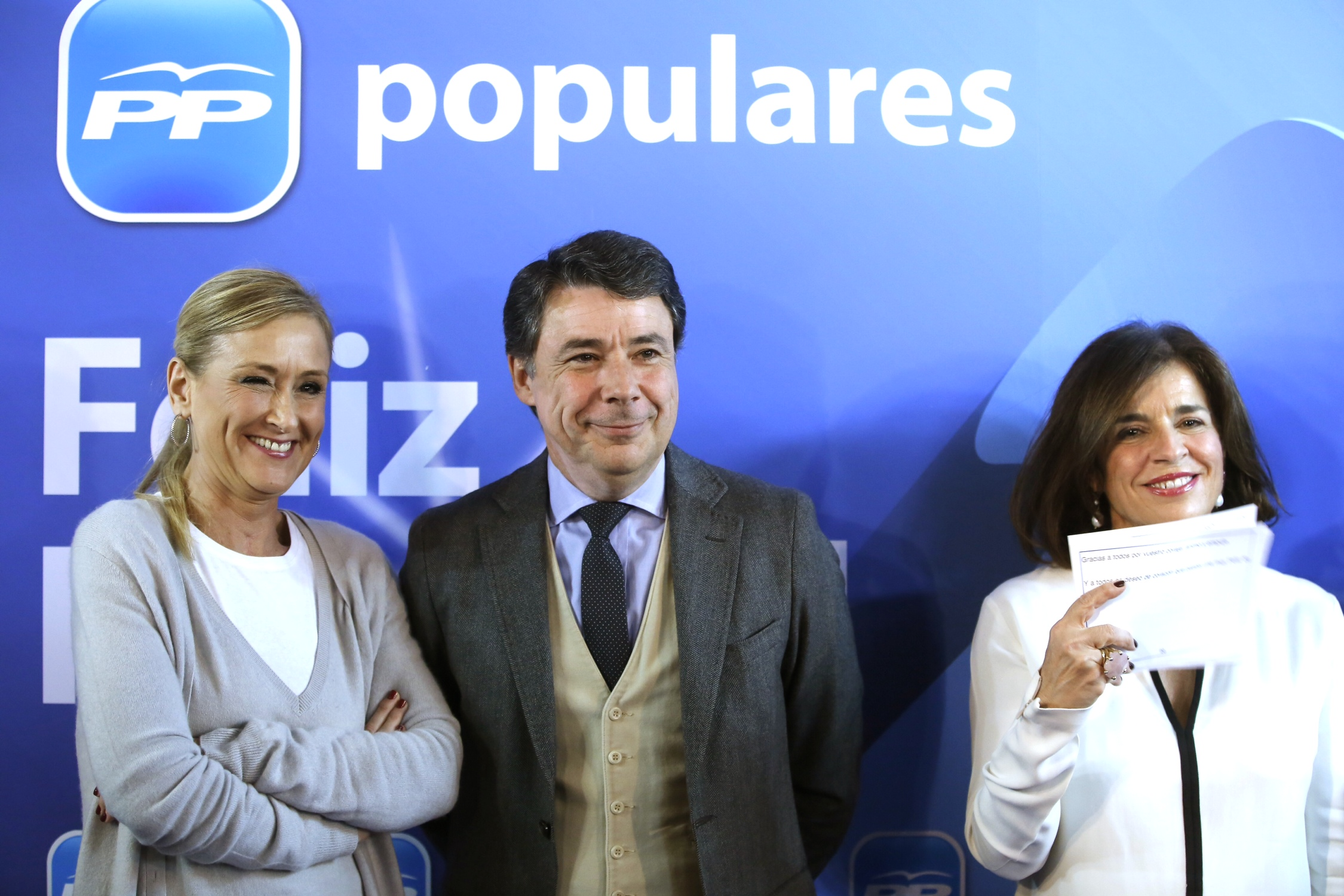
Cristina Cifuentes, le président de la communauté de Madrid Ignacio González et la maire de Madrid Ana Botella en 2013 à Villa de Vallecas.

Réélue en 1995, Cristina Cifuentes est désignée troisième secrétaire du bureau de l'Assemblée après les élections autonomiques du 13 juin 1999, puis promue première secrétaire au cours de la législature.
À la suite des élections du 25 mai 2003, elle intègre la commission d'enquête parlementaire sur l'affaire Tamayo-Sáez, où elle se fait régulièrement rappeler à l'ordre pour ses commentaires pendant les interrogatoires menés par les partis de gauche. En l'absence de majorité, de nouvelles élections sont convoquées en octobre. À l'issue de ce scrutin, elle est choisie par Esperanza Aguirre pour occuper un poste de porte-parole adjointe du groupe parlementaire, de nouveau majoritaire.
Élue au comité exécutif régional (CER) du Parti populaire de Madrid (PPM) quand Aguirre en prend la présidence en octobre 2004, elle est désignée le 3 octobre 2005 par son groupe parlementaire pour exercer les fonctions de première vice-présidente de l'Assemblée de Madrid pour remplacer José Ignacio Echeverría, devenu sénateur. Elle prend ses fonctions trois jours plus tard et se voit reconduite après les élections autonomiques du 27 mai 2007.

## Déléguée du gouvernement
Pour les élections du 22 mai 2011, Cristina Cifuentes est investie à la 13e place de la liste présentée par le Parti populaire, menée par Aguirre.
Au début du mois de janvier 2012, des sources au PP de Madrid affirment qu'elle a été choisie comme prochaine déléguée du gouvernement dans la communauté de Madrid, notamment grâce à sa capacité à faire consensus entre Esperanza Aguirre, la vice-présidente du gouvernement Soraya Sáenz de Santamaría et la secrétaire générale nationale du parti, María Dolores de Cospedal. Elle est officiellement nommée par décret le 14 janvier, à l'âge de 48 ans. Elle démissionne donc de l'Assemblée après plus de 20 années de mandat.

## Présidente de la communauté de Madrid

### Gouvernement minoritaire

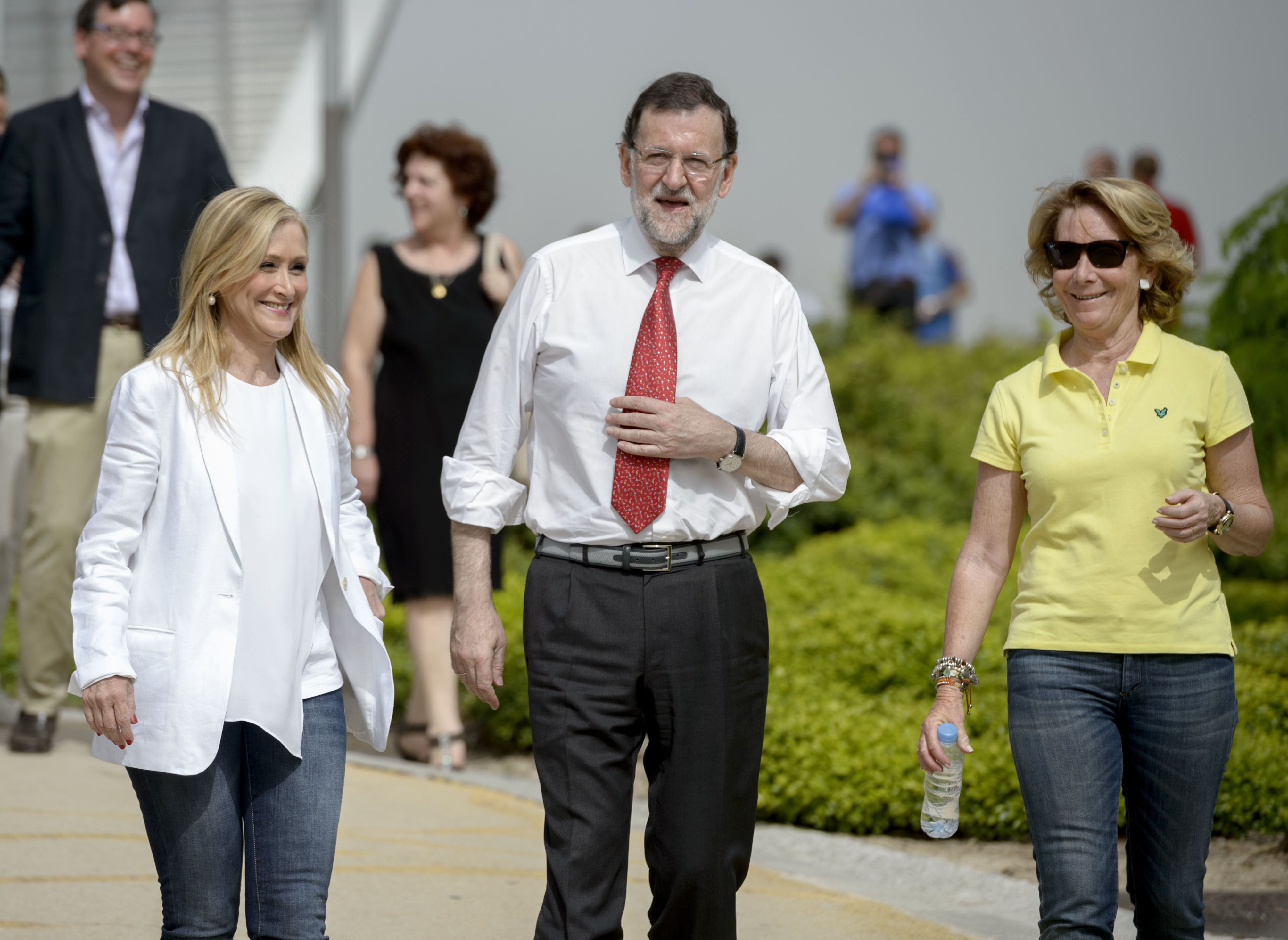
Cristina Cifuentes, Mariano Rajoy et Esperanza Aguirre en mai 2015, en campagne pour les élections autonomiques et municipales.

Le 6 mars 2015, à environ dix semaines des élections autonomiques du 24 mai, le président du PP Mariano Rajoy annonce qu'elle sera la tête de liste du Parti populaire lors de ce scrutin, en lieu et place du chef de l'exécutif sortant Ignacio González. Elle est donc relevée de ses fonctions administratives le 11 avril.
Le jour de l'élection, le PP arrive de nouveau en tête, pour la huitième fois consécutive, mais perd sa majorité absolue avec 48 députés sur 129. Les forces de gauche obtiennent un total de 64 élus, une voix de moins que la majorité requise pour gouverner. Elle entreprend alors de négocier avec le parti libéral Ciudadanos (Cs) et les deux formations parviennent à un accord le 19 juin, qui prévoit notamment de renforcer l'indépendance de la télévision publique régionale, de renoncer à la privatisation du service public de l'eau Canal de Isabel II, de supprimer le conseil consultatif, et d'augmenter les dépenses dans l'éducation et la petite enfance.

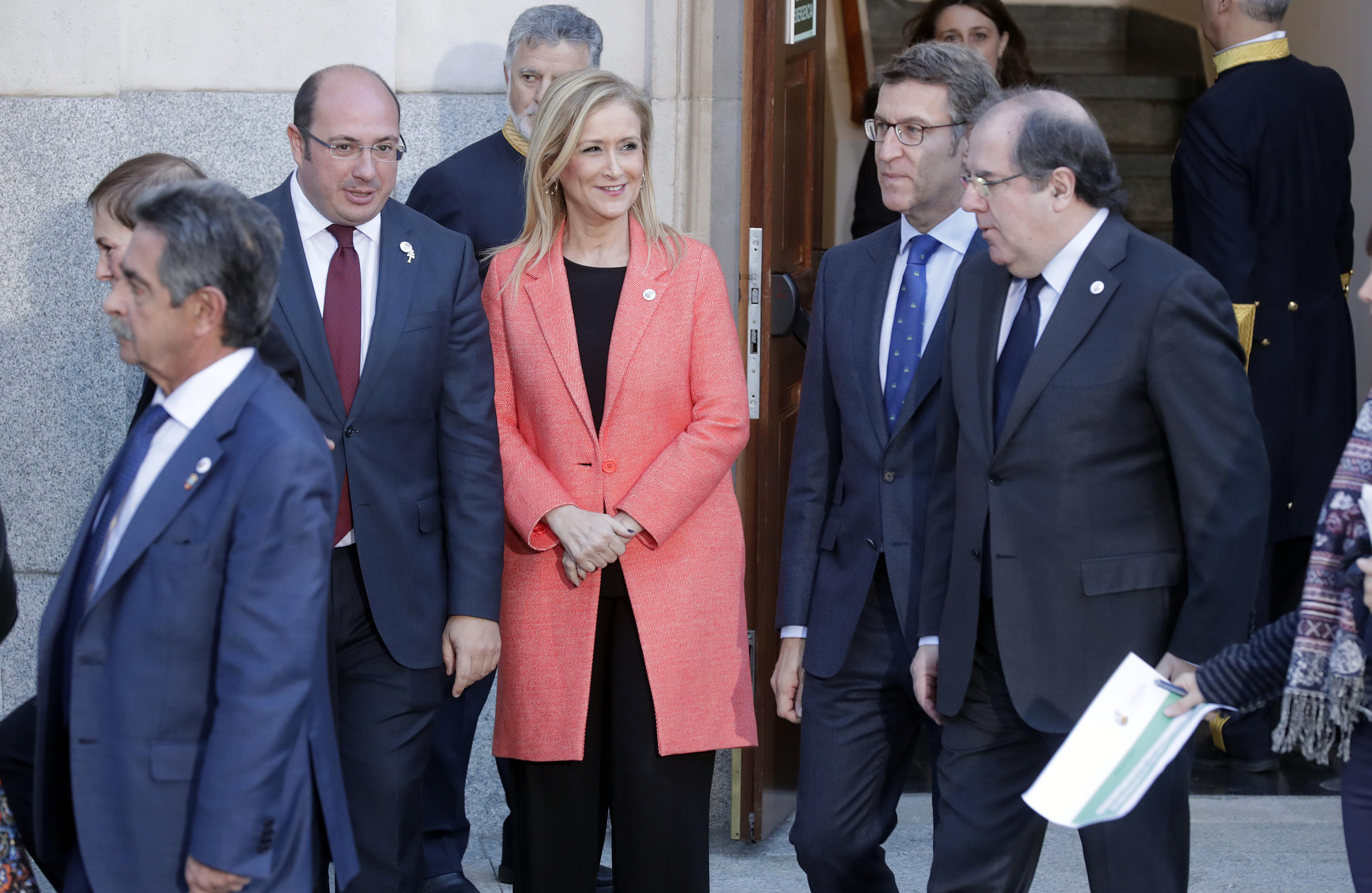
Cristina Cifuentes, entourée du président de Murcie Pedro Antonio Sánchez, du président de Galice Alberto Núñez Feijóo et du président de Castille-et-León Juan Vicente Herrera le 17 janvier 2017, lors de la conférence des présidents.

Cristina Cifuentes est investie à 50 ans présidente de la communauté de Madrid par l'Assemblée de Madrid le 24 juin par 65 voix pour sur 129. Elle prend ses fonctions dès le lendemain.
Elle est nommée le 16 février 2016 présidente de la direction provisoire (en espagnol : Gestora) du Parti populaire de Madrid, constituée à la suite de la démission d'Esperanza Aguirre. Son ancien directeur de campagne Juan Carlos Vera est nommé secrétaire général par intérim.
En septembre suivant, la Banque d'Espagne indique que la dette de la communauté autonome a augmenté de plus de trois milliards d'euros, soit une hausse de l'ordre de 11,7 %, depuis qu'elle est arrivée au pouvoir.

### Présidente du PP de Madrid
Dans le cadre du XVIIIe congrès national du PP, Cristina Cifuentes présente le 9 janvier 2017 un amendement à la révision des statuts, qui permet l'élection du président du parti par le vote des militants, et non plus des délégués de ces derniers, à tous les niveaux. Elle annonce le retrait de son amendement 18 jours plus tard, après que la direction nationale, opposé au principe de l'élection primaire, a accepté que la réforme statutaire donne aux fédérations régionales et provinciales le choix dans le mode d'élection de leur président.

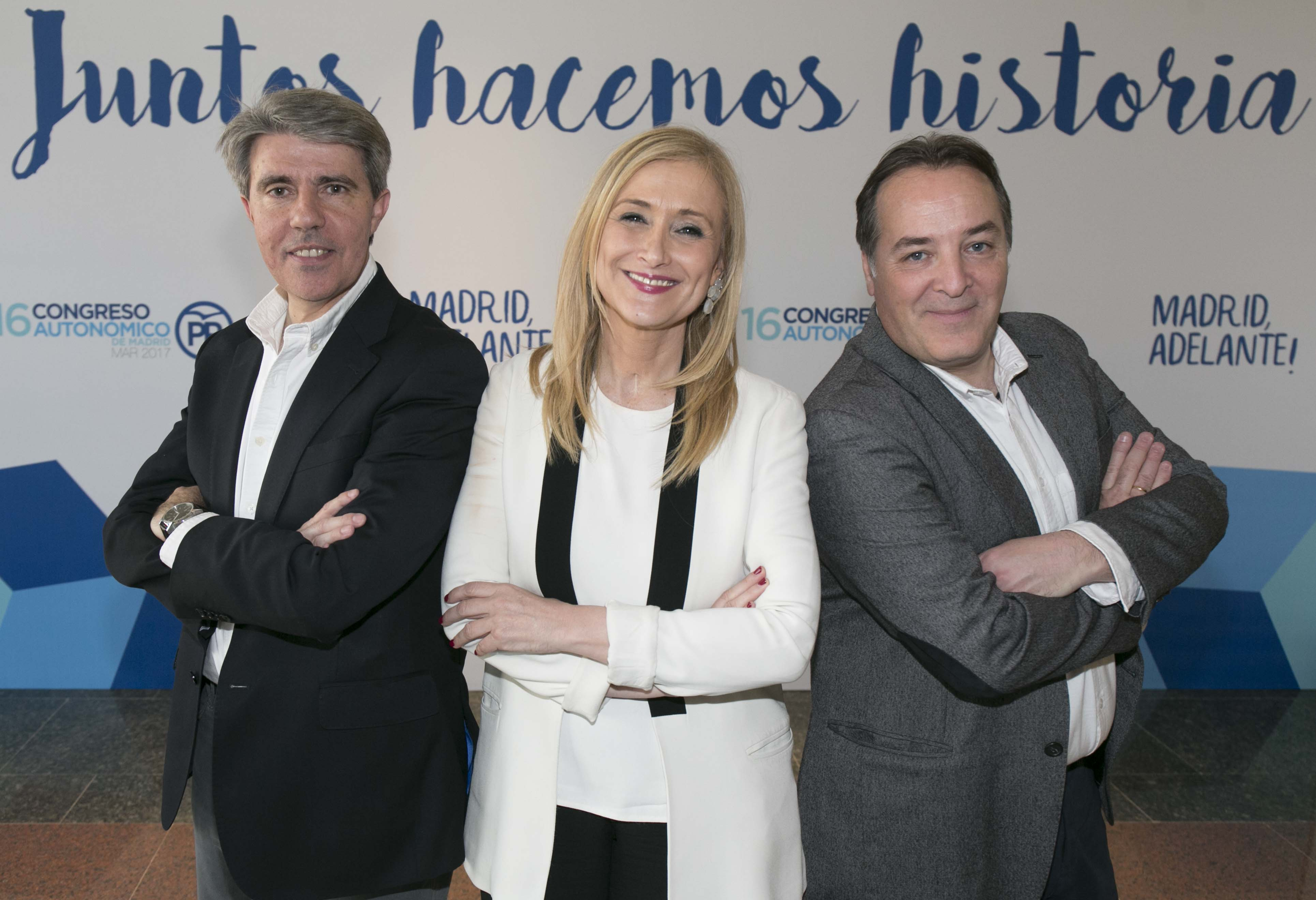
Cristina Cifuentes, Ángel Garrido et Jaime González Taboada lors du congrès du PPM, en mars 2017.

Elle annonce le 14 février qu'elle postule à la présidence du Parti populaire de Madrid dans le cadre du congrès régional prévu du 17 au 19 mars, et qu'elle abandonne donc la présidence de la direction provisoire. Elle présente à la commission d'organisation du congrès plus de 3 700 parrainages, pour un minimum réglementaire de 90, et se trouve proclamée le 24 février candidate avec pour opposant l'ancien élu de l'arrondissement de Chamberí Luis Asúa. Au cours du premier tour de l'élection, ouvert à tous les adhérents, le 12 mars, elle remporte 6 944 voix, soit 86,4 % des suffrages exprimés. Ayant remporté plus de 50 % des voix et une avance supérieure à 15 % sur son adversaire, elle sera la seule à prétendre au poste de président du PPM lors du congrès régional.
Elle est officiellement élue à la direction de la fédération régionale du Parti populaire le 18 mars par 93,3 % des suffrages exprimés, soit 2 316 voix sur 2 483, un résultat moins bon que sa prédécesseur Esperanza Aguirre, qui avait totalisé 97 % des votes en 2012. Elle forme alors une direction composée de fidèles, confiant les postes stratégiques à de proches collaborateurs, comme le porte-parole du gouvernement de la Communauté de Madrid Ángel Garrido, désigné secrétaire général ou le conseiller à l'Environnement Jaime González Taboada, nommé coordonnateur général.

### Mise en cause pour corruption
La presse espagnole révèle le 17 mai 2017 que Cristina Cifuentes est nommément citée dans un rapport complémentaire établi par la Garde civile le 1er mars précédent, à propos de l'affaire Púnica : elle est accusée par les enquêteurs d'avoir accordé, en tant que présidente de la commission d'appel d'offres de l'Assemblée de Madrid, des marchés publics de manière irrégulière en 2007, alors qu'elle était à l'époque administratrice de la fondation du PP de Madrid et membre du comité de campagne autonomique du parti. Le parquet anticorruption affirme de son côté qu'il n'y a pas de preuve qu'elle ait participé au détournement de fonds ayant financé la campagne électorale régionale de 2007.
Dans un rapport complémentaire, remis au juge chargé du dossier le 28 mars et révélé le 19 mai au public, la Garde civile informe le magistrat qu'elle confirme ses soupçons contre la présidente de la communauté de Madrid. Le même jour, elle quitte la séance plénière de l'Assemblée de Madrid après avoir été prise à partie par un député de Podemos au sujet de ces rapports et ne regagne pas son siège lors du vote final du texte soumis à discussion.
Le 12 février, l'ancien conseiller à la Présidence Francisco Granados, l'un des principaux mis en cause dans l'affaire Púnica, la met personnellement et directement en cause dans les affaires de financement occulte des campagnes du PPM, affirmant qu'elle appartenait au noyau dur du parti du fait d'une « relation sentimentale » avec Ignacio González. Alors que le PSOE et Unidos Podemos annoncent leur volonté de la faire comparaître devant la commission d'enquête parlementaire du Congrès sur le financement illégal du Parti populaire, elle dépose plainte contre Granados pour « atteinte à l'honneur ». Elle comparaît devant la commission d'enquête parlementaire le 20 mars suivant, une semaine après la comparution de Granados.

### Controverse sur l'obtention d'un diplôme
Le média Eldiario.es affirme en mars 2018 que deux matières du master en droit des communautés autonomes que Cristina Cifuentes a suivi en 2012 à l'université Roi Juan Carlos (URJC) — d'une valeur de 27 crédits sur un total de 60 pour l'ensemble du master — ont été d'abord notées comme « non présentées », puis, deux ans plus tard et sans nouvelle inscription, ont été modifiées pour une note de 7,5 avec la mention « bien ». Eldiario.es accuse ainsi Cifuentes d'avoir obtenu ce diplôme d'une université publique avec des notes « falsifiées ». En conférence de presse, le recteur de l'URJC a nié l'accusation et a soutenu que Cristina Cifuentes avait validé toutes les matières en 2012, attribuant cette différence de notation à un « oubli administratif ». Cependant, il annonce le lendemain dans un communiqué de presse l'ouverture d'une « procédure administrative nommée « information réservée » pour faire la lumière sur ce qu'il s'est passé et déterminer, le cas échéant, les responsabilités qui pourraient exister ». Plusieurs étudiants de sa promotion affirment ne l'avoir jamais vue en cours.

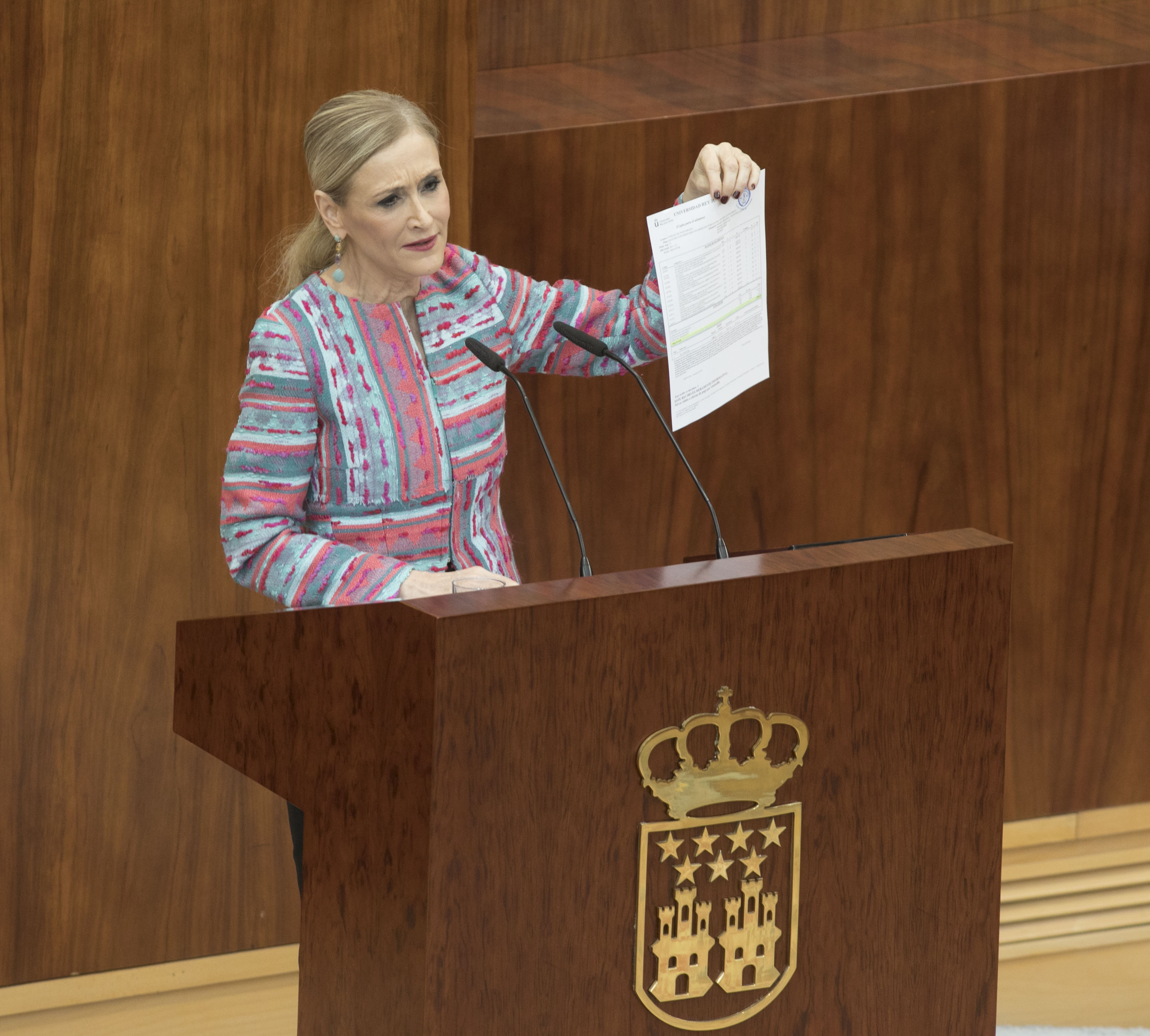
Cifuentes présentant le document d'inscription dans les études de master le 4 avril 2018 à l'Assemblée de Madrid.

Elle comparaît le 4 avril lors d'une séance extraordinaire de l'Assemblée de Madrid afin d'apporter des explications et précisions, mais celles-ci ne convainquent pas l'opposition. Aussi, le lendemain, le Parti socialiste dépose une motion de censure proposant son porte-parole Ángel Gabilondo comme candidat à la présidence. Le 7 avril, Ignacio Aguado, porte-parole de Ciudadanos — qui apporte son soutien sans participation à Cifuentes — donne un ultimatum de 48 heures au PP pour soutenir sa demande de création d'une commission d'enquête parlementaire. Dans le cas contraire, il demandera la démission de la présidente du gouvernement régional.
Cifuentes annonce le 17 avril qu'elle « renonce » à son diplôme et — dans un courrier adressé au recteur de l'université — accuse l'URJC d'être seule responsable des nombreuses irrégularités qui ont émaillé son cursus de master. La juge du 51e tribunal d'instruction de Madrid instruit l'affaire à partir du 22 avril, après l'acceptation de la plainte de la professeure Ángela Figueruelo concernant la falsification de sa signature sur l'homologation du master de Cifuentes. L'ex-directeur de la formation, trois professeurs et les neuf étudiants sont entendus pour déterminer l'origine et la nature des possibles délits commis. L'ex-directeur, la fonctionnaire de l'université qui a modifié les notes et une professeure qui a admis avoir signé l'acte de travail de fin de master sont mis en examen le 3 mai.

### Démissions et mise en examen

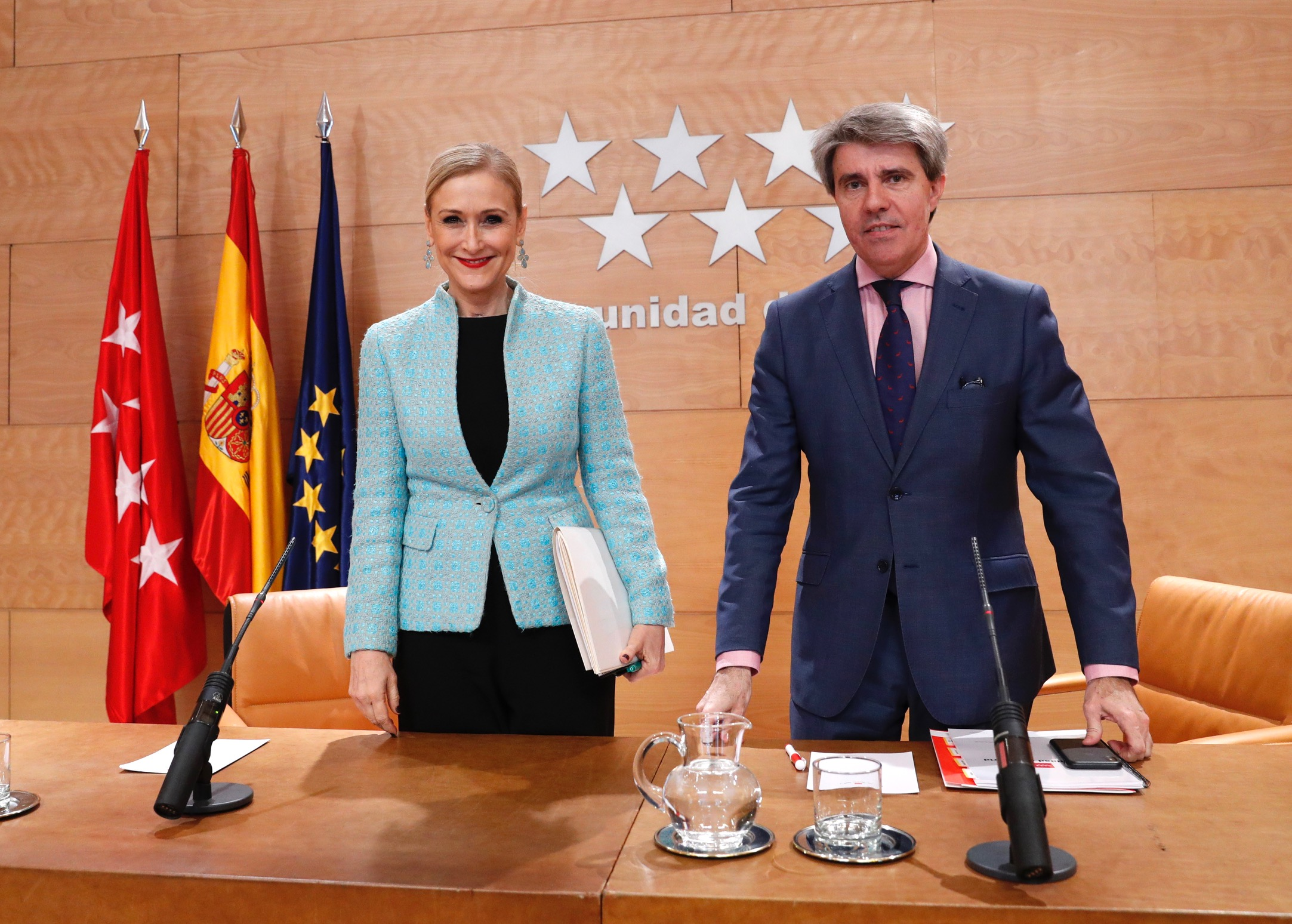
Cristina Cifuentes et Ángel Garrido lors d'une conférence de presse en mars 2018.

Le 25 avril suivant, le journal espagnol Okdiario diffuse une vidéo de 2011 — à l'époque ou Cristina Cifuentes était première vice-présidente de l'Assemblée de Madrid — dans laquelle la désormais présidente régionale apparaît aux côtés d'un agent de sécurité qui vérifie son sac à main, dans lequel elle aurait « involontairement et par erreur » volé des crèmes de beauté d'une valeur de 40 euros dans un centre commercial attenant au siège de l'Assemblée. 
Mariano Rajoy demande alors à María Dolores de Cospedal d'obtenir le départ de Cifuentes avant midi le jour même. La secrétaire générale du PP se rend aussitôt au siège du gouvernement de la communauté de Madrid pour faire part de la décision du président du parti à la présidente de la communauté autonome. Cifuentes réunit ses conseillers de gouvernement et leur fait savoir qu'elle pensait démissionner, face à la menace que la gauche puisse gouverner la région, mais après le 2 mai, jour des festivités de la communauté de Madrid qu'elle souhaitait présider,.
Au cours d'une conférence de presse tenue juste après, elle annonce sa démission immédiate de ses fonctions de présidente de la communauté autonome et déplore une campagne qu'elle estime « non plus politique mais personnelle » menée par les journalistes. Elle ne donne pas d'informations sur son mandat de députée et de présidente du Parti populaire de Madrid, ni quant à son possible successeur. Lors de la session parlementaire consacrée au débat des motions de rejet préalable du projet de loi de finances de l'État pour 2018, le président du gouvernement Mariano Rajoy indique que Cifuentes « a fait ce qui devait être fait » et que « sa démission était une obligatuion ». L'intérim est assumé par le conseiller à la Présidence et à la Justice, Ángel Garrido, une fois la démission devenue officielle.
Deux jours suivant, le 27 avril, elle envoie une lettre à Cospedal, dans laquelle elle lui annonce sa démission de la présidence du Parti populaire de la communauté de Madrid. Elle dépose le 8 mai sa démission de son mandat de députée à l'Assemblée de Madrid. En renonçant à sa dernière responsabilité institutionnelle, elle met ainsi un terme à sa vie politique. La veille, la direction nationale du PP avait désigné Ángel Garrido comme candidat à la présidence de la communauté autonome, et Pío García-Escudero comme nouveau président du PP de Madrid.

## Après la politique
Cristina Cifuentes est mise en examen le 11 mai 2018 pour « corruption » et « faux et usage de faux ». Le 1er octobre, une semaine après que le Tribunal suprême a classé sans suite l'enquête ouverte contre le président du PP Pablo Casado concernant l'attribution de son master, la juge du dossier de Cifuentes, Carmen Rodríguez-Medel, prend une décision similaire concernant les mises en examen pour prévarication et corruption. Elle maintient cependant les poursuites pour « faux et usage de faux », s'alignant ainsi sur la position de ses collègues de la haute juridiction, qui considèrent qu'il y a bien des indices d'un traitement de faveur mais pas de concertation en vue de la commission d'un délit.
Elle demande en juin un congé sans solde de trois mois à l'université complutense, dont elle est fonctionnaire, puis une mise en disponibilité de deux ans à partir du 5 septembre. Elle rejoint alors Paris, où réside sa fille, afin de travailler dans le secteur privé. Elle est chargée d'organiser des événements pour la haute société via l'entreprise d'une amie,.
En février 2019, le ministère public requiert trois ans et trois mois d'emprisonnement à son encontre pour « faux et usage de faux », la considérant à l'origine de la falsification d'un certificat de soutenance de travail de fin de master, utilisé lors de la révélation de l'affaire pour étayer sa défense face aux médias lors d'une conférence de presse et sur les réseaux sociaux,. Considérant qu'il n'y a pas de preuve suffisante pour la condamner, l'audience provinciale de Madrid prononce sa relaxe le 15 février 2021, mais condamne une collaboratrice de la présidence et une professeure de l'université comme seules autrices de l'infraction.
Le parquet anticorruption requiert en août 2019 qu'elle soit mise en examen pour sa possible implication dans l'affaire Púnica, à laquelle le juge d'instruction procède le 2 septembre des chefs de faux, détournement de fonds publics et financement illégal du PP de Madrid. Le 20 avril, le magistrat procède au classement sans suite de la partie de l'information judiciaire la concernant, considérant qu'il n'existe pas de preuve de sa participation au financement illégal du PP de Madrid.